# María Teresa Chacín
María Teresa Chacín (sinh ngày 22 tháng 1 năm 1945 tại Caracas), là một ca sĩ người Venezuela. Bà đã thu âm hơn 50 album. Bà đã nhận được các danh hiệu bao gồm Giải thưởng Grammy Latin cho Album thiếu nhi Latin hay nhất, Guaicaipuro de Oro, Meridiano de Oro, Cardenal de Oro, Gran Sol de Oriente, Idolo de Plata, Mara de Oro, Canaima de Oro và giải thưởng Escenario Juvenil.

## Danh sách đĩa hát
- Quisiera Preguntar (1964)
- Canta Para Tí (1965)
- Todo Me Es Igual (1966)
- María Teresa & Sus Exitos (1967)
- Rosas En El Mar (1968)
- Canta con María Teresa (1969)
- La Paraulata (1970)
- Cuando Me Quieras (1971)
- Hủy bỏ Nuestras (1972)
- Lãng mạn (1973)
- Mi Querencia (1974)
- Aguinaldos Que No Se Olvidan (1974)
- Ahora (1976)
- Canción De Cuna Para Una Estrella (1977)
- Como Pequeña Gota De Rocío (1978)
- Aguinaldos Venezuela (1978)
- En Azul, Amarillo y Rojo (1980)
- Aguinaldos Tradicionales Tập. III (1980)
- En Este País (1983)
- Tú Eres La Música (1985)
- Màu Ojos De Los Pozos (1987)
- MT Chacín y Sus Grandes Exitos (1990)
- Yo soy venezolana (1992)
- Romántica (1994)
- Para Simón De María Teresa (1994)
- Amor Mío (1995)
- Con La Orquesta Sinfónica de Londres (1996)
- Tôi Lo Dijeron Tus Ojos (1996)
- Y Sus Amigos En Navidad (1997)
- Y Sus Amigos en Vivo desde el TTC (1998)
- Tôi Voy A Regalar (2001)
- La Historia (1970 Vang2002) (2003)
- De Conde một hiệu trưởng (2007)
- María Teresa Chacín Cuenta Cuentos (2010)
- Hành trình Lưu trữ ngày 9 tháng 10 năm 2018 tại Wayback Machine (2016)